# Burg Liebenstein (Wartburgkreis)
Die Burgruine Liebenstein ist eine ehemalige Höhenburg auf 460 m ü. NN am Südwesthang des Thüringer Waldes. Sie liegt nördlich oberhalb der Stadt Bad Liebenstein auf dem Schloss- bzw. Burgberg.

## Geschichte

### Vorgeschichte
Die Burg Liebenstein befindet sich nur etwa drei Kilometer (Luftlinie) östlich der Burg Altenstein auf einem mäßig steilen Berg über dem heutigen Kurort Bad Liebenstein. Über ihre Erbauer und deren Motive finden sich in der Literatur divergierende Meinungen. Sowohl die Herren von Stein auf Burg Altenstein, als auch möglicherweise die Frankensteiner Grafen werden in Erwägung gezogen. Im 13. Jahrhundert überschnitten sich im Gebiet zwischen Eisenach und Breitungen/Werra die Machtinteressen der Landgrafen von Thüringen, der Grafen von Henneberg, des Würzburger Bistums, des Mainzer Erzbistums und der noch mit reichem Grundbesitz vertretenen Klöster Fulda und Hersfeld. Dies hatte die Errichtung zahlreicher Burgen und Befestigungen zur Folge, die gestörte Machtbalance war ein Grund für den Ausbruch des Thüringer Erbfolgekrieges.
Die 1330 erwähnte Burg Neuenburg (novum castrum in lapide), 1352 auch das nüwe sloz czu dem Steyne bezieht sich auf die beim Altenstein befindliche Burg Markgrafenstein. Der dieser Burg unmittelbar benachbarte Altenstein wurde 1360 von Wenzel II. vom Stein an den militärisch erfolgreichen Thüringer Landgrafen Balthasar verkauft.

### Die Liebensteiner Linie der Herren vom Stein

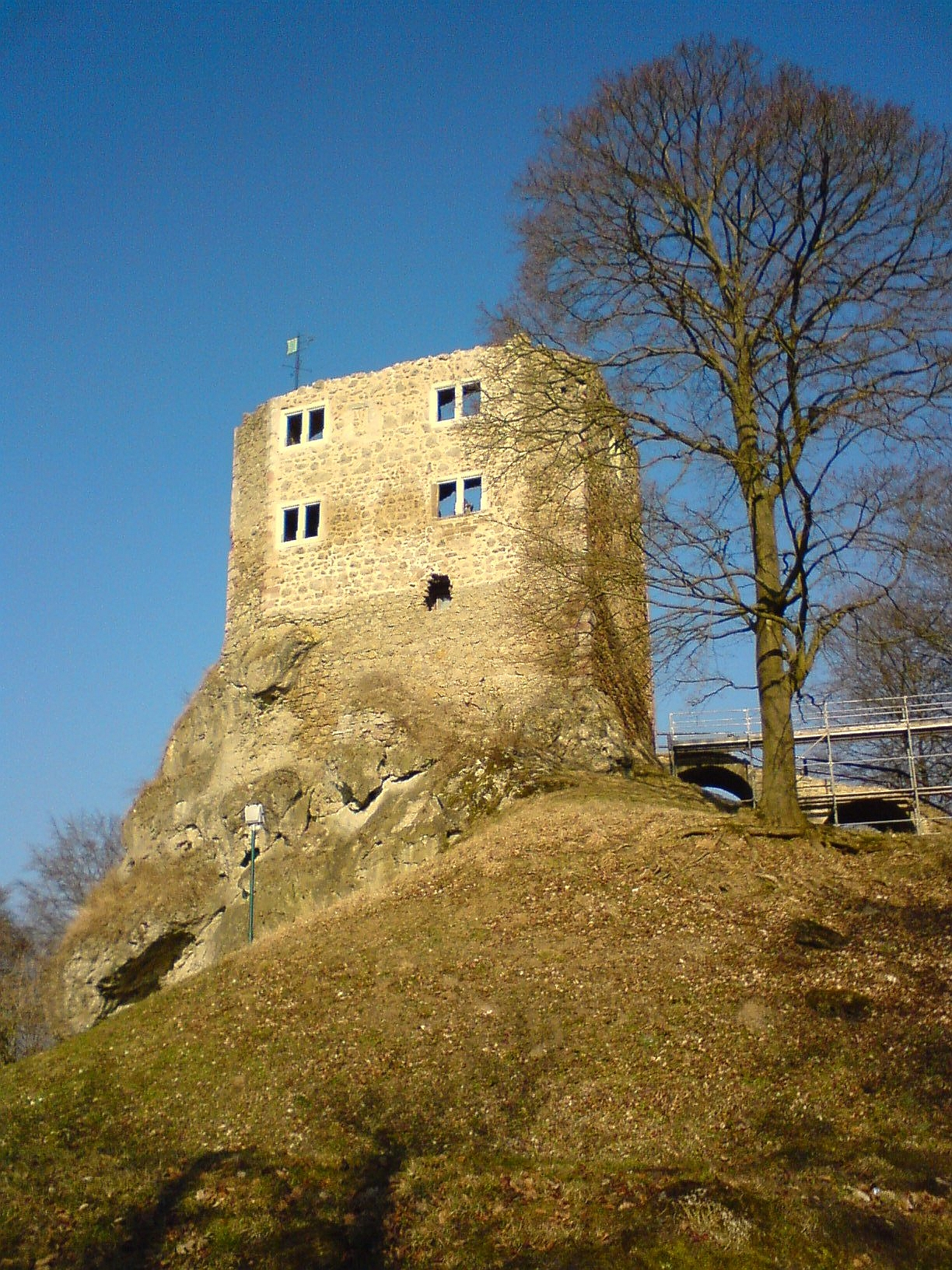
Blick aus südwestlicher Richtung (Februar 2008)

Nach der Übergabe des Altensteins findet man die Ritter vom Stein etwa ab 1386 auf dem Liebenstein, sie begründen damit die Liebensteiner Linie „Stein zu Liebenstein“. Die Erbauung dürfte somit in den Zeitraum von 1360 bis 1375 fallen. Im Jahr 1406 taucht erstmals der Name „Lybinstein“ auf. Als Beleg für den erneuten Aufstieg der Ritter vom Stein kann die 1393 erfolgte zeitweilige Verpfändung der Vogtei Brotterode (vogetye Brungarterode) durch Heinrich von Henneberg († 1405) an sie gewertet werden.
Der zum Liebenstein gehörige Burgbezirk kann nicht aus den vormaligen Altensteiner Besitzungen resultieren, denn in den Grenzbeschreibungen und Protokollen zum Waldbesitz Brotterodes werden als westliche Nachbarn nur ihre Nachfolger im Altensteiner Amt, die Hunde von Wenckheim auf Altenstein genannt.
Im Bauernkrieg 1525 konnte die Burg Liebenstein gerettet werden, da Burgherr Lips von Stein sich den Bauern zum Schein unterwarf und seinen Besitz vor der Zerstörung und Plünderung retten konnte. Ein 1567 erwähnter Brand zerstörte Teile der Burg. Er entstand bei der Einnahme des Liebensteins durch das Reichsexekutionsheer, das zur Beilegung der Grumbachschen Händel nach Gotha in Marsch gesetzt wurde, um den Landfrieden wiederherzustellen. Noch bis 1599 reparierte Hermann von Stein an der Burg und empfahl seinen Lehnsherren Casimir die neu entdeckte Heilquelle (1610), in der Folge entstand um diesen Quellort die Siedlung Sauerbrunnen.
Nach dem Aussterben der Burginhaber von Stein diente der Liebenstein noch bis 1667 als Witwensitz. Aller Grundbesitz fiel 1673 mit dem Aussterben der Liebensteiner Linie der Herren von Stein als erledigtes Lehen an Ernst den Frommen.

### Die Liebensteiner Burgruine
Im Zuge der Teilungen der ernestinischen Herzogtümer gelangte die Burg an das Herzogtum Sachsen-Meiningen. Um 1800 ließ Herzog Georg I. erste Sanierungsarbeiten an der Ruine vornehmen. Die fehlende Zugbrücke wurde durch eine steinerne Bogenbrücke ersetzt. Mit den Sehenswürdigkeiten des Altensteiner Parks und der Burgruine Liebenstein bot der florierende Kurort Liebenstein den noch mehrheitlich adeligen Kurgästen ein reichhaltiges Angebot an romantischen Ausflugszielen und Motiven für Souvenirartikel. Ein Beispiel ist der reich illustrierte Reiseführer von Rohbock und Koelster. Die dargestellten Motive finden sich in handcolorierter Kopie als Albumblätter, manche wurden auch wirklichkeitsgetreu coloriert von der herzoglichen Porzellanmanufaktur als Miniaturen auf Teetassen reproduziert.
Seit 1920 ist die Burgruine im Besitz des Freistaates Thüringen. Die Liebensteiner Burggemeinde schuf 1932 einen Aufstieg in der Ruine zur Nutzung als Aussichtsturm. Für die Bewirtschaftung entstand die Blockhütte am Fuß der Ruine. Während der DDR-Zeit war die Burgruine in Betreuung von Heimatfreunden des Kulturbundes der DDR. Regelmäßige Führungen für Kurgäste wurden organisiert und der Ort wurde im Rahmen der begrenzten Möglichkeiten baulich gesichert und gepflegt. Ab 1991 übernahm ein neugegründeter Verein der Natur- und Heimatfreunde Bad Liebenstein das Baudenkmal. Seit 1998 ist sie im Eigentum der Stiftung Thüringer Schlösser und Gärten. Im Zuge der fälligen Sanierungsarbeiten wurden Wasser- und Stromanschluss zur Burgruine verlegt. Seit 2006 finden umfangreiche Sanierungsmaßnahmen sowie baubegleitende Ausgrabungen statt.
Die zwei Ahornbäume (Bergahorn) vor der Burgruine wurden 1958 als Naturdenkmal ausgewiesen.

## Historische Ansichten

Ludwig Rohbock: Ruine Liebenstein (1862)
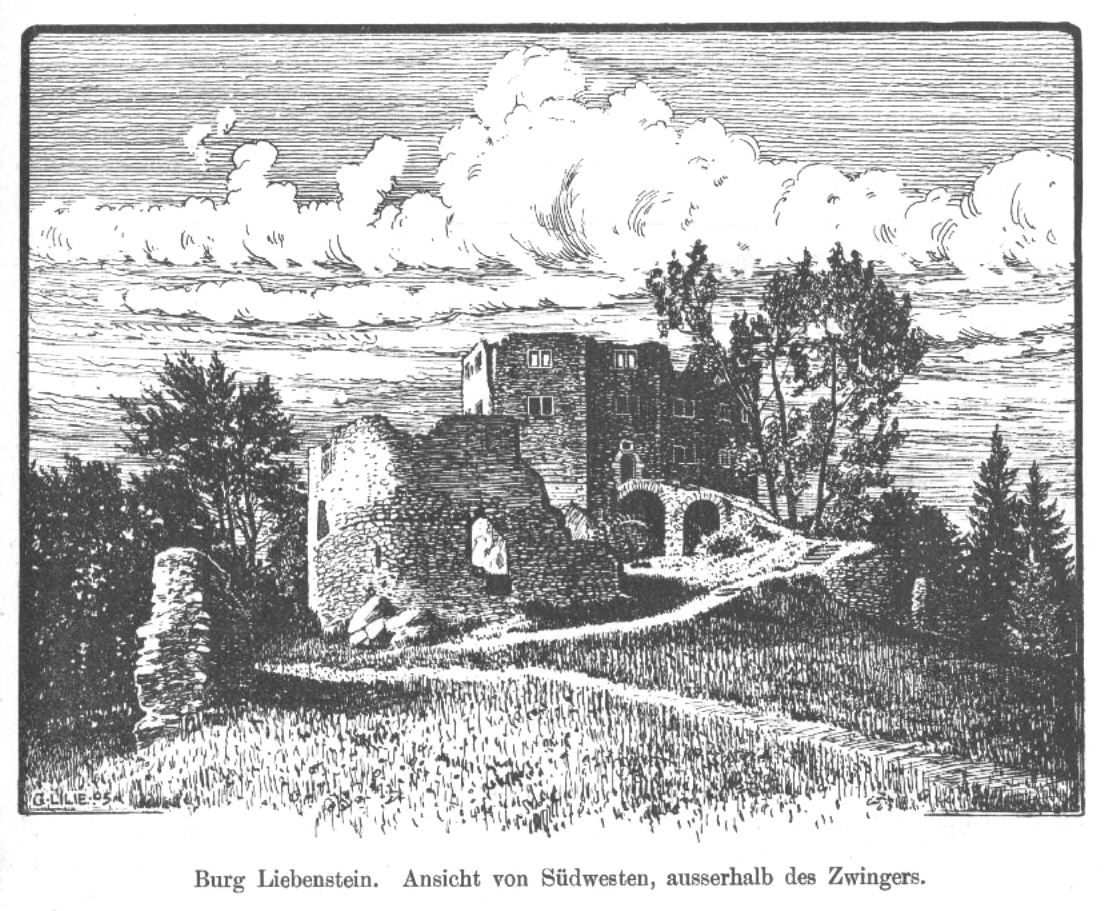
Georg Lilie: Ansicht von Südwesten (1905)
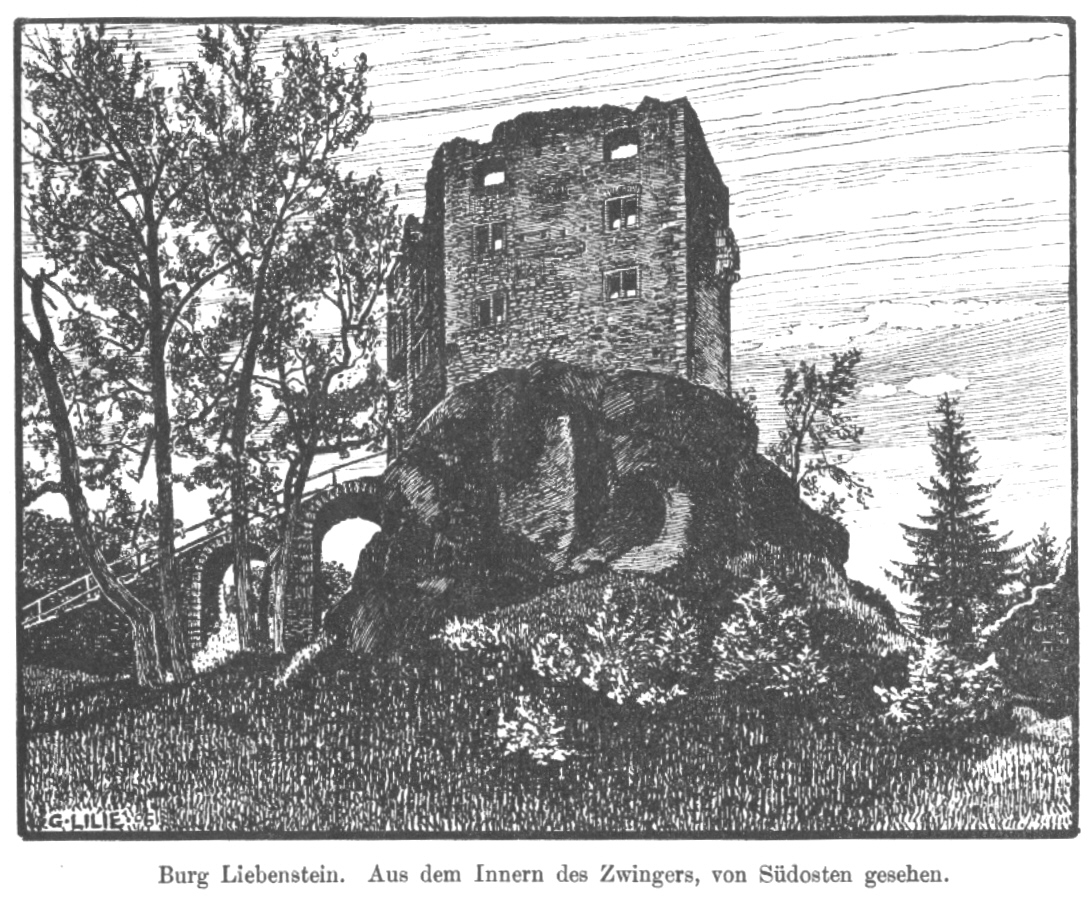
Georg Lilie: Ansicht vom Zwinger (1906)
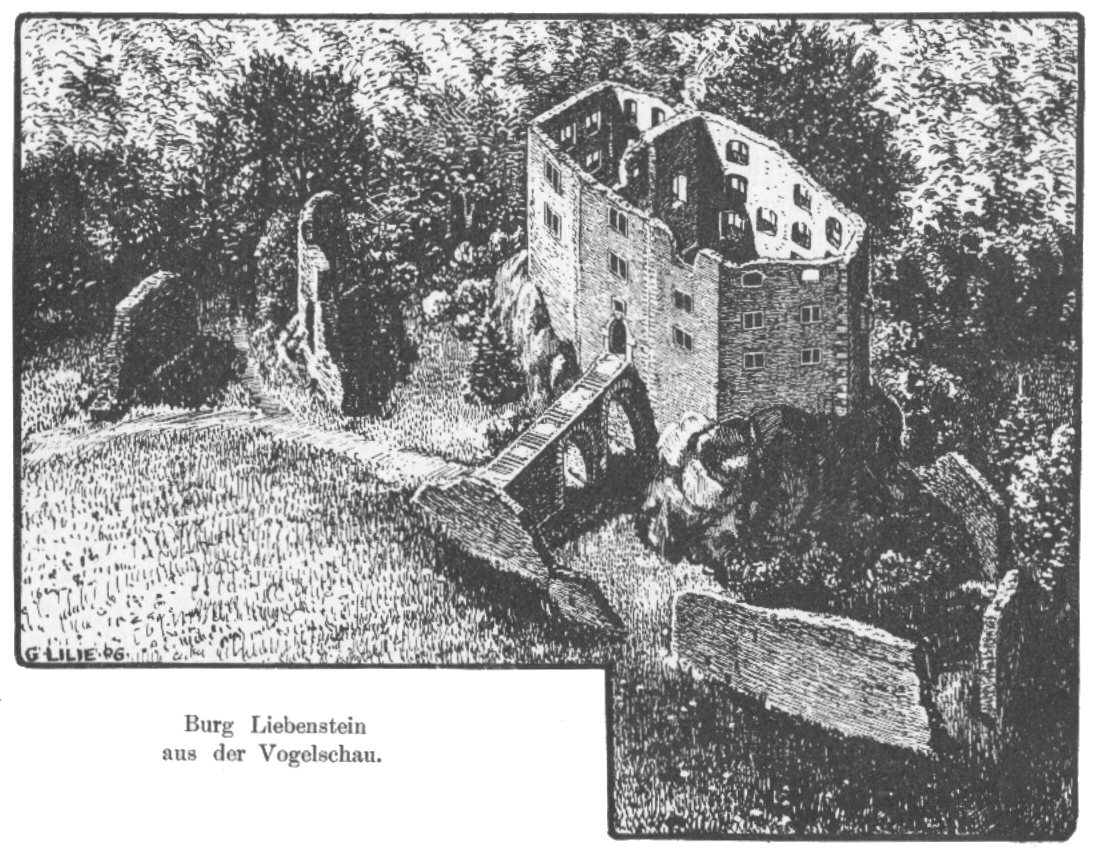
Georg Lilie: Ansicht aus der Vogelschau (1906)